# 法国气象局
法国气象局（法語：Météo-France）是法国的一个公共行政机构，是法国气象与气候学的官方机构，负责预报和研究气象现象、积雪情况和海面状况，发布法國本土与海外地区的气象预警。该机构还负责保存气候日志及进行全球与地区的气候预测。
法国气象局留尼旺分部（MFR/RSMC La Réunion）更是世界氣象組織區域專責氣象中心指定負責发布西南印度洋的熱帶氣旋的预警和跟踪。